# میلا جم
میلا جم (به انگلیسی: Mila Jam) (زاده ۲۲ فوریهٔ ۱۹۸۹) خواننده، رقصنده، ترانه‌سرا ،بازیگر آمریکایی است.
او یک زن ترنس است.